# Monte Cucco (Lombardia)
Il Monte Cucco (1 436 m s.l.m.) si trova a Lierna sul Lago di Como, nei pressi del Monte Palagia.

## Descrizione
Il Monte Cucco, con un’altitudine di 1.436 metri sul livello del mare, è situato nel territorio di Lierna, lungo la sponda orientale del Lago di Como. Questa vetta fa parte del gruppo montuoso delle Grigne e si trova in prossimità del Monte Palagia, con il quale è collegata attraverso la Bocchetta di Lierna.
Il Monte Cucco è inserito nel contesto dell’Alpe di Lierna ed è attraversato dal celebre Sentiero del Viandante, un antico percorso che collega vari borghi lungo la sponda orientale del lago. Partendo dalla frazione di Genico a Lierna, gli escursionisti possono raggiungere la vetta del Monte Cucco, da cui si gode di una vista panoramica sul Lago di Como e sulle montagne circostanti.
L’area offre numerosi sentieri escursionistici, tra cui percorsi ad anello che partono da Lierna e attraversano punti di interesse come l’Oratorio di San Michele, la Bocchetta di Lierna e la Croce di Brentalone. Questi itinerari sono apprezzati dagli amanti del trekking per la varietà dei paesaggi e la ricchezza naturalistica.
La posizione del Monte Cucco, affacciata sul Lago di Como, lo rende una meta ideale per escursioni che combinano l’interesse naturalistico con quello paesaggistico, offrendo scorci suggestivi sul lago e sulle valli adiacenti.

## Caratteristiche
Il monte Cucco fa parte dell'Alpe di Lierna ed è sulla strada del Sentiero del Viandante passando dal Borgo di Genico a Lierna.
Comunica con il Monte Palagia attraverso la Bocca di Lierna.